# رميميم
الرميميم أو القَفّور جنس نباتي يتبع الفصيلة الزيتونية ويضم نوعين موطن أحدهما بلاد الشام.

## النوعان ضمن هذا الجنس
- الرميميم السوري (باللاتينية: Fontanesia philliraeoides) في بلاد الشام وتركيا
- الرميميم الصيني (باللاتينية: Fontanesia fortunei) في الصين